# Élisabeth Daynès
Élisabeth Daynès (Béziers-1960), és una escultora francesa especialitzada en reconstruccions antropològiques.

## Obra
El 1981 va començar a treballar al Théâtre de la Salamandre de Lilla, creant màscares per a les representacions teatrals. El 1984, va fundar el seu propi estudi, el Atelier Daynès, a París. Alguns anys després, el parc d'atraccions Le Thot, proper a Montignac, i molt proper a la cova de Lascaux, li va encarregar que realitzés una reproducció fidedigna a mida natural d'un mamut llanut al costat d'un grup d'homínids.
Des de llavors Elisabeth Daynes s'ha especialitzat en la reconstrucció d'homínids a partir dels fòssils d'ossos. La seva tècnica consisteix a reproduir amb motlles els fòssils originals i, un cop amb la còpia dels ossos, augmenta el volum de la carn gràcies a estudis antropomètrics amb què es coneixen els gruixos dels músculs en cada zona. El seu treball és present a museus d'arreu del món:
- Musée des Merveilles, a Tende.
- Museu Field d'Història Natural a Chicago.
- Museu del Transvaal a Pretòria.
- Museu Suec d'Història Natural a Estocolm[3]
- Museu Neanderthal de Krapina, a Krapina al nord de Croàcia.
- Museu de l'Evolució Humana[4]

Una de les seves escultures més notables és una extraordinària reconstrucció d'una família sencera de 17 neanderthals, que està exposada al Museu Neanderthal de Krapina.
El 2005 va recrear un model del faraó Tutankamon en un projecte per a la National Geographic Society. Es presumeix una enorme semblança amb el faraó real, encara que aspectes com les orelles, la punta del nas, el color de la pell i els ulls no puguin ser reproduïts amb exactitud del cert.
També ha realitzat una hiperrealista reporducción d'un jove Charles Darwin.